# London Irish
El London Irish  es un club inglés de rugby XV que entrenan, todos sus equipos, en Sunbury (Surrey). Su equipo amateur (London Irish Amateur RFC) juega también en Sunbury, jugando el equipo profesional en el Madejski Stadium sus partidos como local, estadio ubicado en Reading (Berkshire). El equipo juega en la Guinness Premiership inglesa, y, también compite en la Copa Anglo-Galesa y en las copas europeas: Heineken Cup y European Challenge Cup.
Los colores con los que juega el equipo son el verde y el blanco (colores irlandeses por excelencia). La mascota del equipo es un perro de raza Lobero Irlandés llamado Digger. Este equipo fue fundado por emigrantes irlandeses de Londres siguiendo la estela de otros equipos formados por emigrantes como los London Welsh o los London Scottish. Son normalmente conocidos como The Exiles en referencia a su pasado de "exiliados".
Los London Irish ganaron su primer gran trofeo en el año 2002 al ganar la Powergen Cup (ahora EDF Energy Cup) y fue semifinalista de la Heineken Cup en la temporada 2007-2008, perdiendo contra el Stade Toulousain en un encuentro disputado en el Twickenham Stadium de Londres con el marcador de 15-21 favorable a los franceses.

## Historia
El London Irish RFC fue fundado en 1898 por jóvenes irlandeses que estaban en Londres. Inicialmente sólo podían pertenecer a este club gente de origen irlandés por lo que tuvieron problemas para encontrar jugadores durante la Primera Guerra Mundial y la Guerra de Independencia de Irlanda.
Tras años de juego en Sansbury, los Exiles consideran a este campo como su casa espiritual a pesar de jugar ahora en el Majedski Stadium de Reading.
En junio de 2023, el club fue suspendido de las competiciones inglesas a consecuencia de problemas económicos, entre ellos el no pago de sueldos a sus jugadores.

## Palmarés

### Torneos internacionales
- Subcampeón European Challenge Cup (1): 2005–06

### Torneos nacionales
- Anglo-Welsh Cup (1): 2001-02[2]
- RFU Championship (2): 2016-17, 2018-19
- Premiership Sevens (1): 2012
- Subcampeón Premiership (1): 2008–09
- Subcampeón Premiership Rugby Cup (2): 2021–22, 2022-23
- Subcampeón RFU Championship Cup (1): 2018-19
- Subcampeón Anglo-Welsh Cup (1): 1979-80